# La Romaine
La Romaine – gmina we Francji, w regionie Burgundia-Franche-Comté, w departamencie Górna Saona. W 2013 roku liczba ludności wynosiła 467 mieszkańców. 
Gmina została utworzona 15 grudnia 2015 roku z połączenia trzech ówczesnych gmin: Greucourt, Le Pont-de-Planches oraz Vezet. Siedzibą gminy została miejscowość Le Pont-de-Planches.